# Жилкин, Сергей Валентинович
Сергей Валентинович Жилкин (род. 30 октября 1959 года) — российский тренер по плаванию, Мастер спорта СССР, Заслуженный тренер России, кавалер ордена Дружбы, ордена Почёта и медали ордена «За заслуги перед Отечеством» II степени. Заместитель руководителя Комплексной научной группы сборной команды России по плаванию, тренер Спортивной школы олимпийского резерва «Юность Москвы» по плаванию.

## Биография
Сергей Валентинович Жилкин окончил Государственный центральный ордена Ленина институт физической культуры (ГЦОЛИФК) в 1984 году. Мастер спорта СССР (1983).. После окончания института около 10 лет работал на кафедре плавания ГЦОЛИФК, являлся сотрудником Комплексной научной группы (КНГ) для профсоюзных спортивных школ РСФСР.
В 1990-е годы работал с членами национальной сборной по плаванию Вьетнама и Малайзии.
С 1987 года работает тренером-преподавателем по плаванию. В настоящее время — тренер-преподаватель Государственного бюджетного учреждения города Москвы «Физкультурно-спортивное объединение «Юность Москвы» Департамента спорта города Москвы». Также занимает должность заместителя руководителя Комплексной научной группы сборной команды России по плаванию.
С 2018 года тренирует Дарью Пикалову, серебряного призёра чемпионата мира Международного паралимпийского комитета 2019 года.
В 2025 году Жилкин начал работу с юным пловцом из Чебоксар Кириллом, ребёнком без рук, который готовится к Паралимпийским играм. Родители спортсмена привозят его на тренировки в Москву каждый месяц, несмотря на финансовые трудности.

## Достижения и воспитанники
Среди воспитанников Сергея Валентиновича Жилкина:
- Андрей Жилкин — Чемпион Европы 2018 года в составе эстафетной команды 4х100 метров вольным стилем[5]. Многократный чемпион и действующий рекордсмен России. Заслуженный мастер спорта России (2020)[6].
- Всеволод Занько — Многократный чемпион России, призёр чемпионатов мира и Европы среди юниоров, финалист чемпионата мира полуфиналист Олимпийских Игр в Рио-де-Жанейро, Мастер спорта России международного класса[7].
- Александр Осипенко — Чемпион России (2017 — 200 м комплексным плаванием, 400 м комплексным плаванием).Серебряный призер (2015, 2016 — 400 м комплексным плаванием) и бронзовый (2014 — 400 м комплексным плаванием) призёр чемпионатов России.
- Олеся Владыкина — двукратная паралимпийская чемпионка (2008, 2012) чемпионка мира, Европы,  рекордсменка мира.
- Сергей Пунько — Многократный чемпион и призёр Паралимпийских игр по плаванию, многократный чемпион мира и многократный чемпион России.  Заслуженный мастер спорта Республики Беларусь и Заслуженный мастер спорта России.
- Роман Макаров — Шестикратный чемпион летних Паралимпийских игр, восьмикратный чемпион мира, заслуженный мастер спорта России.
- Дарья Пикалова — Многократный призёр Паралимпийских игр 2012 в Лондоне[8], 7-кратная чемпионка мира, 7-кратная чемпионка Европы, трёхкратный серебряный призёр чемпионата Европы, многократная чемпионка России, заслуженный мастер спорта.
- Сергей Жилкин (младший)  — финалист первого чемпионата мира по плаванию среди юниоров в Рио-де-Жанейро, начальник команды сборной России по плаванию.

## Награды
- Заслуженный тренер России (2009).
- Орден Дружбы (2010).
- Орден Почёта (Россия) (2013).
- Медаль ордена «За заслуги перед Отечеством» II степени (2020)[9].